# Parque Estadual do Juquery
O Parque Estadual do Juquery está localizado nos municípios de Caieiras e Franco da Rocha, estado de São Paulo, com uma área de 1 927,70 hectares (19,3 km2). Área de preservação importante, principalmente por ser único remanescente de Cerrado na Região Metropolitana de São Paulo. Localizado em meio a uma região de grande expansão urbana de dois municípios, Franco da Rocha e Caieiras, sua vegetação sofre constantes ataques antrópicos. Possui grande variedade de espécies do Cerrado. Possui espécies não catalogadas e exóticas, como eucalipto, pinus e algumas espécies intrusivas de capim.

## Histórico
O Parque Estadual do Juquery foi criado em 1993, com a finalidade de promover a preservação permanente da área de cerrado.
Áreas da Fazenda Juquery foram adquiridas pelo estado a partir de 1895, com a implantação pelo governo do estado, do Hospital Psiquiátrico do Juqueri e da primeira Colônia Penal Agrícola, totalizando 3.006 hectares. Em 1989, o conjunto arquitetônico que vem assinado por Ramos de Azevedo, o acervo documental e a área verde da Fazenda foram tombados pelo Conselho de Defesa do Patrimônio Histórico, Arqueológico, Artístico e Turístico (CONDEPHAAT) do estado de São Paulo.
O Parque Estadual do Juquery está inserido na porção noroeste da Região Metropolitana de São Paulo, entre os municípios de Franco da Rocha e Caieiras, os quais abrigam uma população de 250 mil habitantes; ali, maioria da população economicamente ativa desenvolve suas atividades fora do município em que reside.
As principais ameaças para a preservação do parque são a pressão urbana e incêndios criminosos.
No dia 22 de agosto de 2021, ocorreu um incêndio no parque causado pela queda de um balão ilegal, que devastou cerca de 1175 hectares (11,8 km²) ou 85% da vegetação local. O incêndio conseguiu ser controlado cerca de 40 horas depois com a ajuda da população e cerca de 300 brigadistas do CBPMSP de Franco da Rocha.

## Clima
Ocorrência de climas mesotérmico úmido, com verão quente. Temperatura anual em torno de 20 °C. O período de chuvas se concentra entre o final da primavera e o verão e o período seco entre o outono e o inverno. A pluviometria anual é de 1300 mm a 1700 mm.

### Topografia
Relevo de mar de morros, caracterizado pelos topos arredondados, vertentes com perfis convexos a retilíneos. Drenagem de alta densidade, padrão dendrífico a retangular, vales abertos a fechados, planícies aluvionares interiores desenvolvidas. Constitui geralmente um conjunto de formas em “Meia Laranja”. O parque tem uma altitude média de 700 metros.

## Solo
Os solos, com exceção das manchas de latossolo vermelho escuro argiloso-arenoso, são rasos, provavelmente clássicos como Cambissolos, sendo que a espessura raramente ultrapassa um metro. Ocorrem na área rochas do Grupo São Roque caracterizadas pelos filtros, quartzo filitos e filitos grafitosos em sucessões rítmicas, incluindo subordinadamente metassiltitos e quartzoxistos, micaxistos e quartzitos. Não é utilizado em virtude da área ser caracterizada como de preservação permanente.

## Hidrografia
A área do Parque é drenada pelo rio Juqueri e seus afluentes, abrangendo parte da área de drenagem da Represa Paulo de Paiva Castro, que integra o Sistema Cantareira, responsável por 56,70% do abastecimento de água da Região Metropolitana de São Paulo. O uso e ocupação da área da bacia do rio Juquery, a montante da barragem, é regida pela Lei de Proteção dos Mananciais – Lei Estadual 9.866/97.

## Ecossistemas
- Mata Atlântica – Floresta Ombrófila Densa
- Mata Atlântica – Floresta Estacional Semidecidual
- Cerrado

## Fauna e flora
O Parque Estadual do Juquery conserva, em seu habitat natural, várias espécies de animais, aves, répteis, insetos e aracnídeos. A seguir, alguns exemplos:
- Mamíferos: tatu-canastra, veado-campeiro, ouriço, gambá, lebre-do-mato, jaguatirica, capivara, serelepe, preá, ratão-do-banhado, tamanduá-mirim e cachorro-do-mato.
- Répteis: cascavel, Cobra-coral, cobra-verde, jararaca, caninana, jararacuçu-do-brejo, jararacuçu-do-campo e lagartos, Coral falsa.
- Aves: tucano, seriema, saracura, jacu, anu, garça-branca, pixarro, pica-pau, espécies de corujas.
- Aracnídeos: armadeira, aranha marrom, caranguejeira
- Insetos: ampla variedade de espécies

As seguintes espécies são encontradas: fruta-de-lobo, barbatimão, copaíba, alecrim-do-cerrado, camarea, cambuí, pequi, gabiroba, pêra-do-cerrado, melãozinho-do-cerrado, íris-do-campo, ipoméa, caviúna-do-cerrado, maracujá-rasteiro, murici, Douradinha, pau-santo, chifre-do-diabo, ipê amarelo, capim flechinha.

## Pesquisa
Alguns projetos são realizados na região:
- Política pública de múltiplas ações para a região do Juqueri
- Sensibilização da comunidade de entorno
- Levantamento da fauna tetrapoda do Parque Estadual do Juqueri
- Identificação de fatores envolvidos no estabelecimento de espécies herbáceas invasoras e nativas do cerrado
- Estudo para contenção de erosões
- Pesquisa para reprodução da flora típica do Cerrado in situ

## Turismo
O parque pode ser visitado de terça-feira a domingo, das 8 às 17 horas. Não é cobrada taxa de visitação. As principais atrações são: Lagoa, Ovo da Pata com 942 metros de altitude, descortina-se grande visão panorâmica sobre o Vale do Juquery. O parque possui, lagos, lagoas, rios e mirantes e um playground para crianças de até 12 anos. É permitido fazer caminhadas/trekking, observação da fauna e flora silvestre. Grupos especiais e escolares podem visitar o parque com prévio agendamento, e o máximo de 50 (cinqüenta) pessoas.

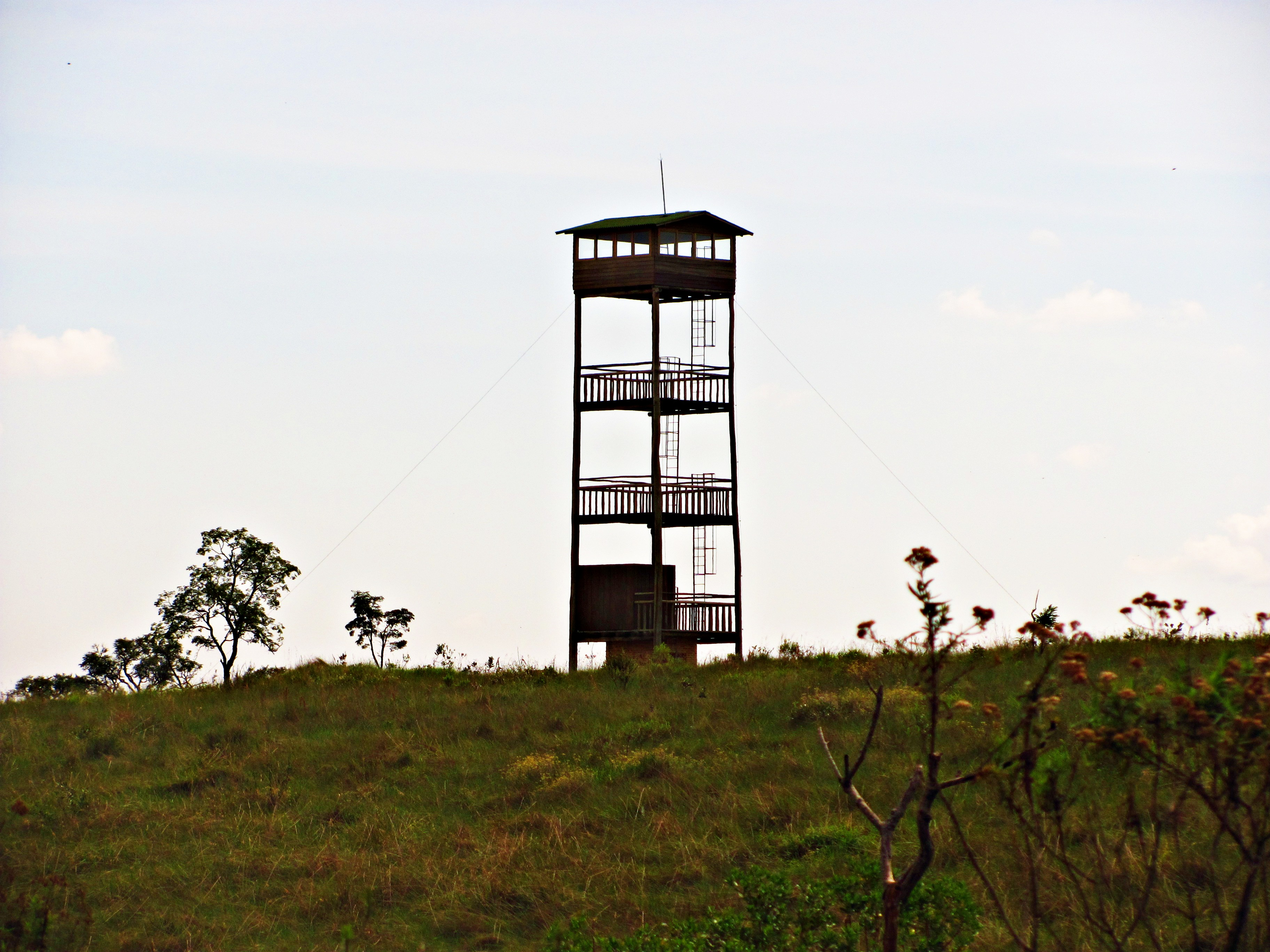
Um dos dois mirantes do Parque.
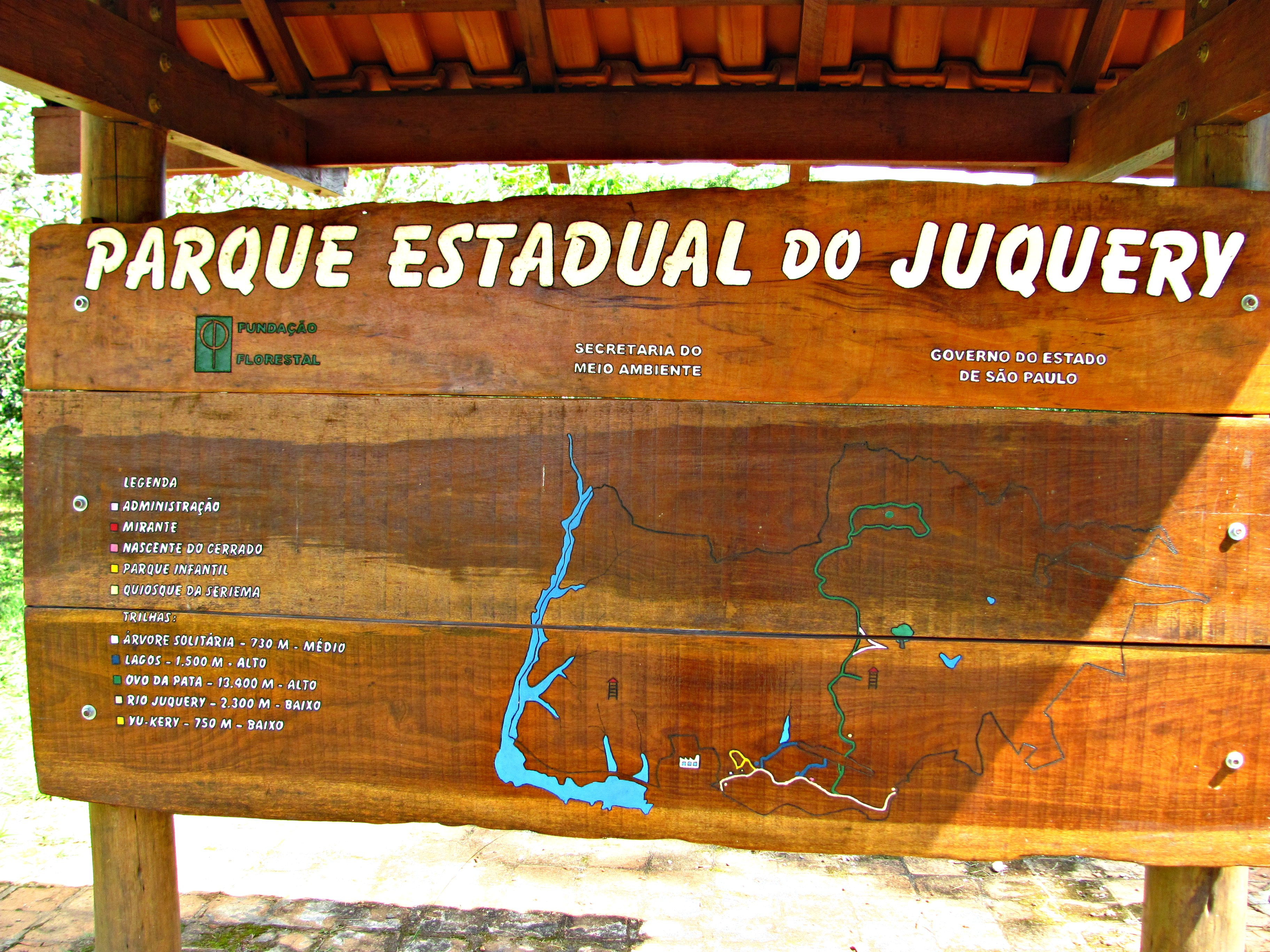
Mapa do parque do Juquery
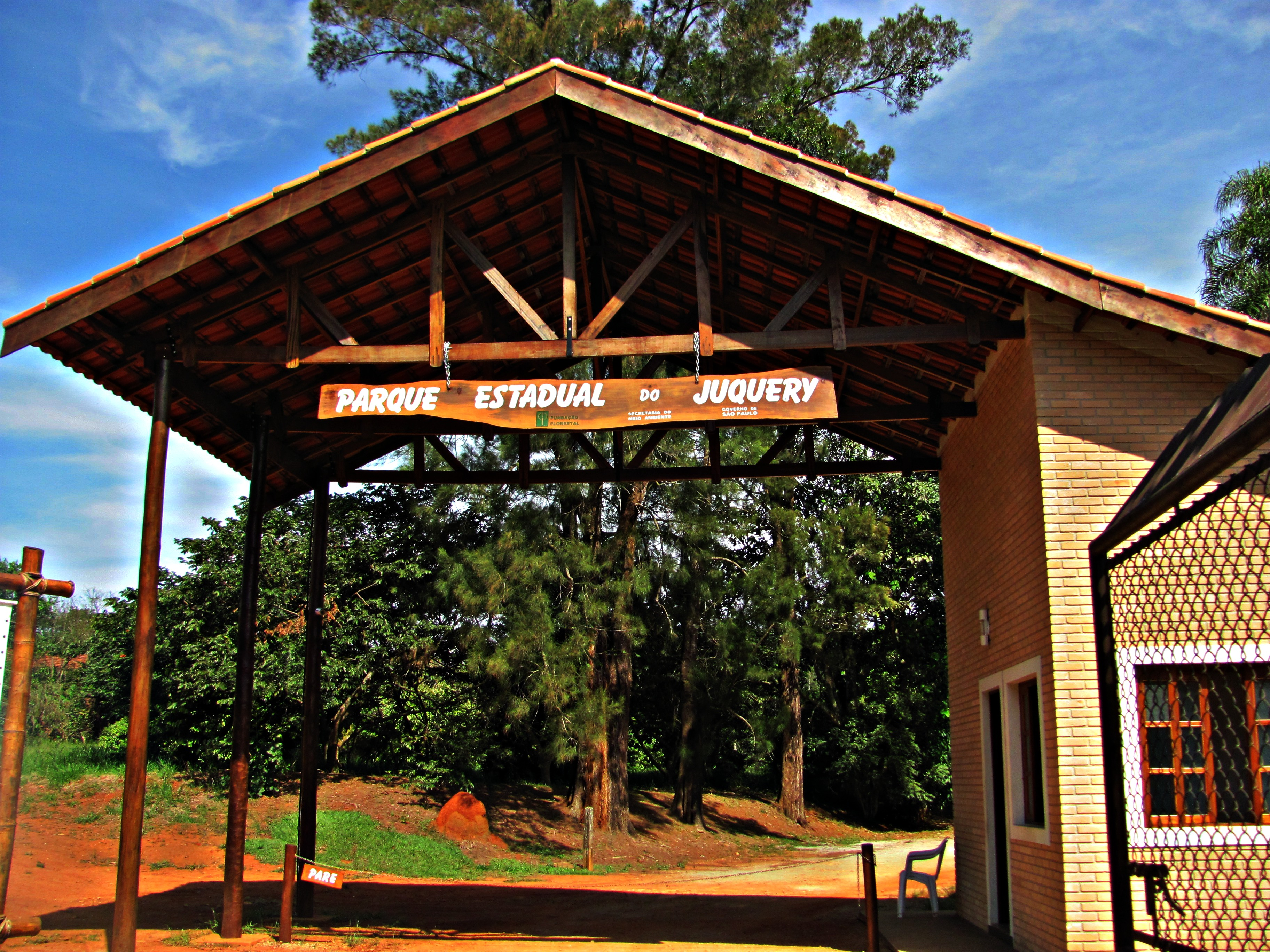
Portaria principal
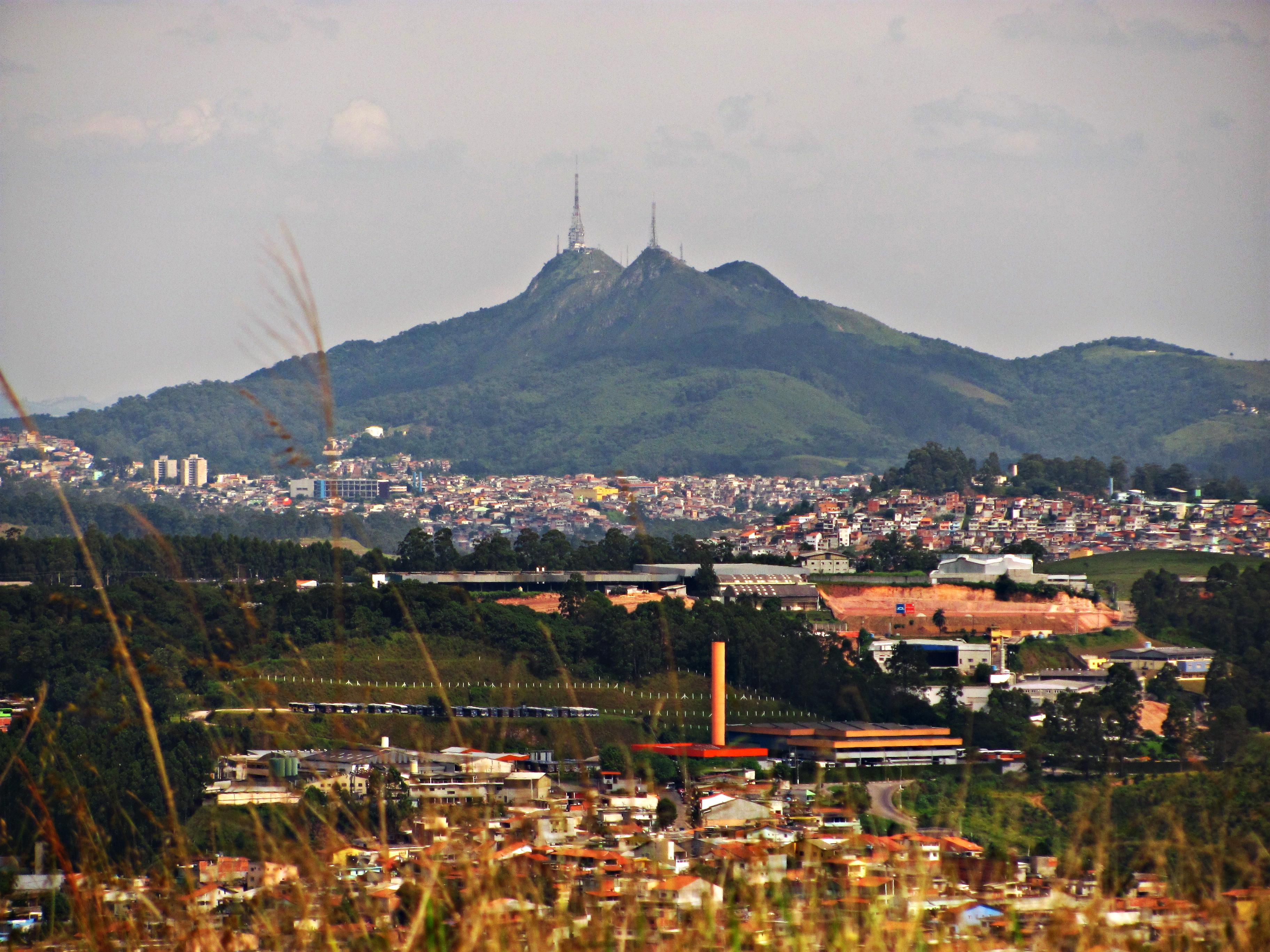
Distrito de Perus visto do Ovo da Pata, ponto mais alto do parque
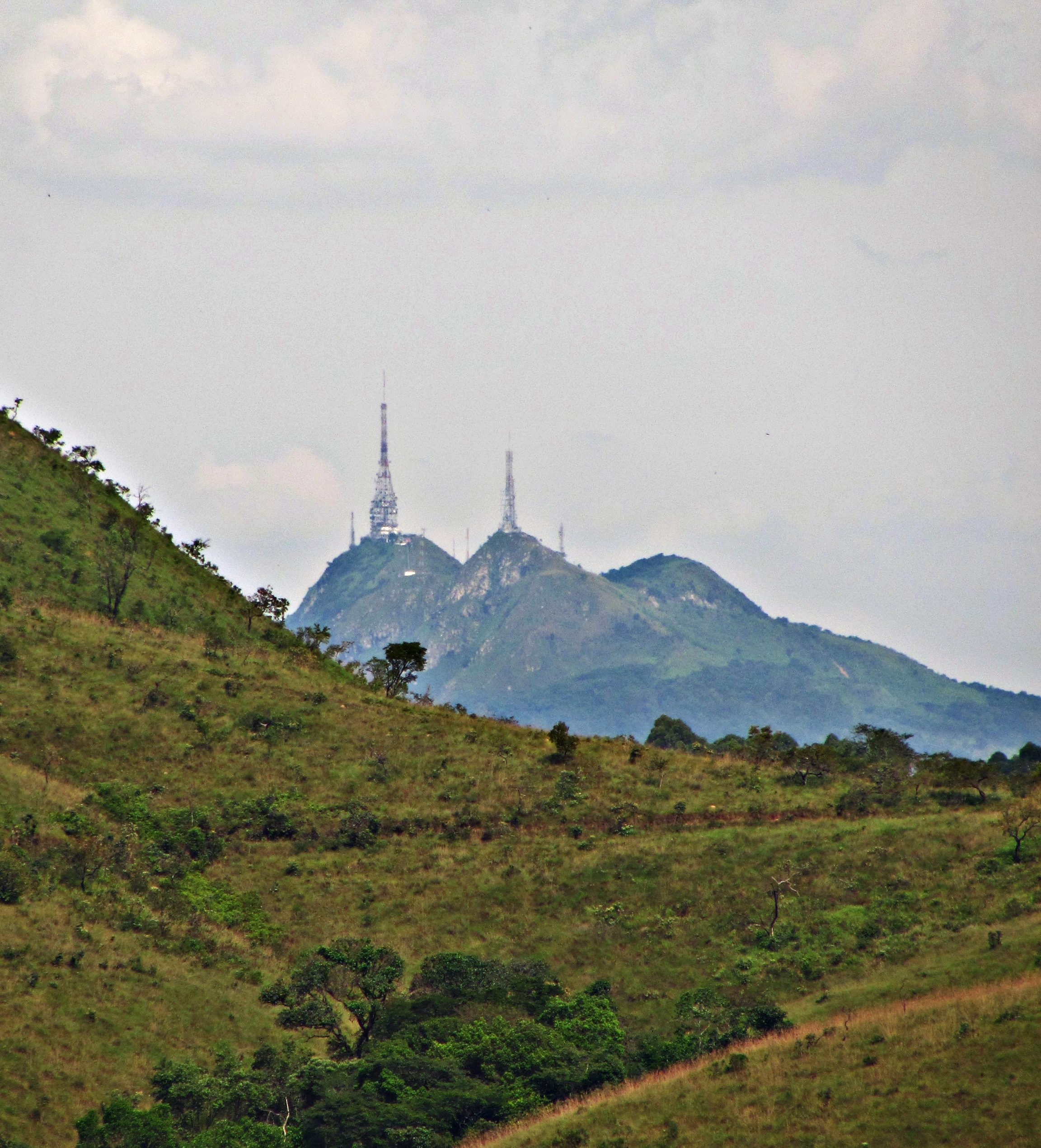
Pico do Jaraguá visto de uma das trilhas
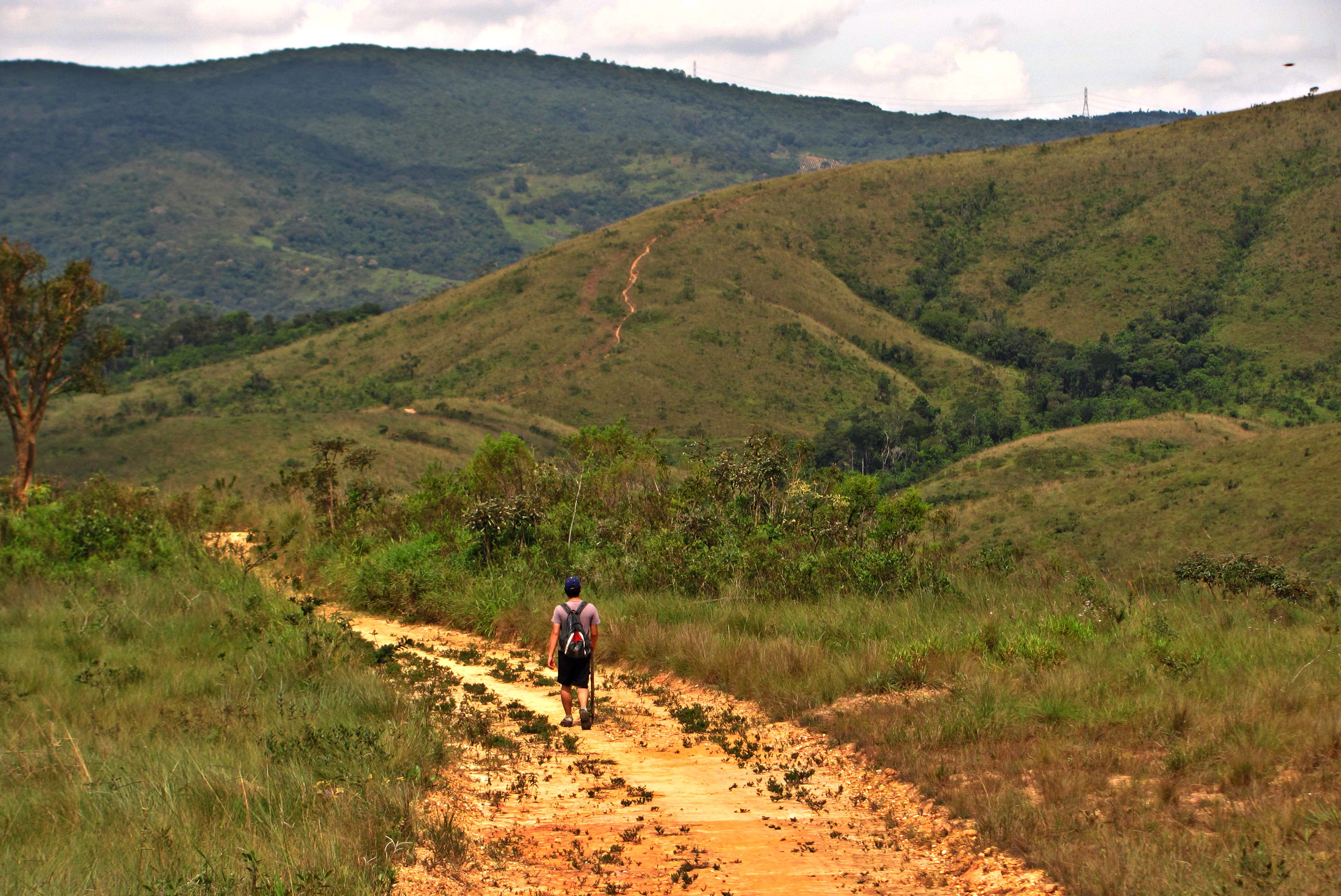
Uma das trilhas que leva ao Ovo da Pata, ideal para a contemplação do cerrado

## Acesso
Vias de Acesso:
- Avenida Cruzeiro do Sul, Rua Voluntários da Pátria, Avenida Santa Inês, Estrada de Santa Inês (sentido Franco da Rocha), Rodovia Prefeito Luís Salomão Chamma (em frente ao CEIB – Escola de Bombeiros).
- Rodoanel, saída Caieiras, Franco da Rocha, sentido Mairiporã (em frente ao CEIB – Escola de Bombeiros).
- Rodovia Fernão Dias, saída Mairiporã, sentido Franco da Rocha (em frente ao CEIB – Escola de Bombeiros).

## Legislação
- Lei Estadual n.º 9.866/97 - Lei de Proteção aos Mananciais
- Decreto Estadual n.º 25.341/86 – Regulamento dos Parques Estaduais
- Decreto Estadual n.º 36.859/93 e 44.099/99 – Criação do Parque Estadual do Juquery
- Lei Federal n.º 9.605/98 – Lei Ambiental
- Lei Federal n.º 4.771/65 alterada pela Lei n.º 7.803/89 – Código Florestal